# Primal Scream
Primal Scream je škotski alternativni rok-bend koji su 1982. u Glazgovu osnovali Bobi Gilespi i Džim Biti. Trenutni sastav čine Gilespi , gitarista Endru Ines, klavijaturista Martin Dafi, bas gitarista Gari Monfild i bubnjar Darin Muni. Bari Kadogan zamenio je gitaristu Roberta Janga na turneji 2006. godine. Njegova konačna zamena još uvek nije objavljena. Prodali su ukupno deset miliona albuma. 
Bend je bio ključni deo indie pop scene osamdesetih godina, ali je evenualno promenio smer ka više psihodelik i garaž rok uticajima. Kasnije uključuju i elemente dens musike u svoj zvuk. Njihov album iz 1991. godine Screamadelica probio ih je u mainstream. 

## Istorija

### Nastanak (1982 - 1985)
Bobi Džilspi išao je u školu sa Robertom Jangom i Alenom Mek Gijem. Mek Gi i on pridružuju se lokalnom pank rok bendu The Drains 1978. godine. Gitarista grupe je tada petnaestogodišnji Endru Ines. Bend je kratko trajao, i Ines i Mek Gi se sele u London dok Džilspi odlučuje da ostane u Glazgovu. 
Kada je pank pokret utihnuo, Džilspi postaje opčinjen mejnstrimom New Wave music. U početku on i Jim Biti vežbeju zajedno, rade obrade Velvet Underground i The Byrds da bi im se potom pridružili Džah Vobl i Peter Huk. Nazvali su se Primal Scream.
Njihovo prvo snimanje je bila pesma The Orchard. Biti je kasnije tvrdio da nikada nisu napravili master traku. Nakon prekida snimanja Džilspi počinje da radi sa The Jesus and Mary Chain kao njihov bubnjar a jedno vreme svira neizmenično u oba benda. Džilspi i Biti proširuju Primal Scream tako što dovode basistu Janga i ritam gitaristu Stjuarta Maja, bubnjara Toma Makgurka, and tamburinu Martina Džona.

### Аlbumi
- (1987)
- (1989)
- (1991)
- (1994)
- (1997)
- (2000)
- (2002)
- (2006)
- (2008)

## Spoljašnje veze
- Official website